# 喜連川テレビ中継局
喜連川テレビ中継局（きつれがわテレビちゅうけいきょく）は、栃木県さくら市に置かれているテレビ中継局。

## 中継局概要

### デジタルテレビ放送
| リモコン 番号 | 放送局名         | チャンネル 番号 | 空中線 電力 | ERP   | 偏波面   | 放送対象地域 | 放送区域 内世帯数 | 運用開始日      |
| ------------- | ---------------- | --------------- | ----------- | ----- | -------- | ------------ | ----------------- | --------------- |
| 1             | NHK 宇都宮総合   | 20              | 50mW        | 320mW | 垂直偏波 | 栃木県       | 1,251世帯         | 2010年 12月24日 |
| 2             | NHK 東京教育     | 26              | 50mW        | 320mW | 垂直偏波 | 全国         | 1,251世帯         | 2010年 12月24日 |
| 3             | GYT とちぎテレビ | 14              | 50mW        | 320mW | 垂直偏波 | 栃木県       | 1,251世帯         | 2010年 12月24日 |
| 4             | NTV 日本テレビ   | 25              | 50mW        | 320mW | 垂直偏波 | 関東広域圏   | 1,251世帯         | 2010年 12月24日 |
| 5             | EX テレビ朝日    | 24              | 50mW        | 320mW | 垂直偏波 | 関東広域圏   | 1,251世帯         | 2010年 12月24日 |
| 6             | TBS TBSテレビ    | 22              | 50mW        | 320mW | 垂直偏波 | 関東広域圏   | 1,251世帯         | 2010年 12月24日 |
| 7             | TX テレビ東京    | 23              | 50mW        | 320mW | 垂直偏波 | 関東広域圏   | 1,251世帯         | 2010年 12月24日 |
| 8             | CX フジテレビ    | 21              | 50mW        | 320mW | 垂直偏波 | 関東広域圏   | 1,251世帯         | 2010年 12月24日 |

- 所在地： さくら市葛城[2]
- 放送区域： さくら市の一部[1]
- 2010年12月3日に予備免許交付、12月24日に本免許が交付され[5]、同日本放送を開始した[5]。なお、GYTはデジタル新局として開局された。
- NHK総合テレビの県域放送は、2012年4月1日から実施。

### アナログテレビ放送
| チャンネル 番号 | 放送局名       | 空中線 電力         | ERP                  | 偏波面   | 放送対象地域 | 放送区域 内世帯数 | 運用開始日     |
| --------------- | -------------- | ------------------- | -------------------- | -------- | ------------ | ----------------- | -------------- |
| 32              | NHK 東京教育   | 映像100mW/ 音声25mW | 映像630mW/ 音声155mW | 垂直偏波 | 全国         | -                 | -              |
| 37              | NTV 日本テレビ | 映像100mW/ 音声25mW | 映像620mW/ 音声155mW | 垂直偏波 | 関東広域圏   | 210世帯           | 1977年11月26日 |
| 41              | CX フジテレビ  | 映像100mW/ 音声25mW | 映像620mW/ 音声155mW | 垂直偏波 | 関東広域圏   | 210世帯           | 1977年11月26日 |
| 43              | EX テレビ朝日  | 映像100mW/ 音声25mW | 映像620mW/ 音声155mW | 垂直偏波 | 関東広域圏   | 210世帯           | 1977年11月26日 |
| 50              | NHK 東京総合   | 映像100mW/ 音声25mW | 映像600mW/ 音声150mW | 垂直偏波 | 関東広域圏   | -                 | -              |
| 52              | TBS TBSテレビ  | 映像100mW/ 音声25mW | 映像600mW/ 音声150mW | 垂直偏波 | 関東広域圏   | 210世帯           | 1977年11月26日 |
| 54              | TX テレビ東京  | 映像100mW/ 音声25mW | 映像600mW/ 音声150mW | 垂直偏波 | 関東広域圏   | -                 | -              |

- 所在地： デジタルテレビ放送に同じ
- 2011年7月24日をもってすべて廃止された。GYTにはチャンネルが割り当てられておらず、宇都宮局や矢板局を受信していた。